# Baabe
Baabe es un municipio situado en el distrito de Pomerania Occidental-Rügen, en el estado federado de Mecklemburgo-Pomerania Occidental (Alemania), a una altura de 10 metros. Su población a finales de 2016 era de 900 habs. y su densidad poblacional, 390 hab/km².
Se encuentra al este de la isla de Rügen, junto a la costa del mar Báltico.